# Chloropoea metaplanema
Chloropoea metaplanema är en fjärilsart som beskrevs av Butler. Chloropoea metaplanema ingår i släktet Chloropoea och familjen praktfjärilar. Inga underarter finns listade i Catalogue of Life.